# Martin Motors Bubble
Das Pkw-Modell Bubble, vormals Noble genannt, ist im Kleinstwagensegment angesiedelt und ein Teil der Produktpalette des italienischen Bus- und Automobilherstellers Martin Motors. Die Modelle werden in Lizenz der chinesischen Automobilmarke Shuanghuan für den europäischen Markt in einem tunesischen Werk montiert. In China tragen die beiden baugleichen Modelle dieselben Namen.
Im Spätjahr des Jahres 2005 kündigte Shuanghuan an die ersten Einheiten des Shuanghuan Noble nach Europa zu exportieren. In der Presse wurde das Modell rasch als ein Plagiat des smart fortwo ausgegeben, zu dem das Fahrzeug stilistische Ähnlichkeiten aufweist. Tatsächlich handelt es sich dabei aber um eine Mischung zwischen dem smart city-coupé und dem fortwo. Da ShunagHuan mit dem Modell „Shuanghuan CEO“ auch den BMW X5 imitierte, taten sich DaimlerChrysler und BMW auf Grund der vorliegenden Ähnlichkeiten zusammen, um rechtliche Schritte zu prüfen und Klagen anzustrengen, in denen dem Hersteller vorgeworfen wird, Plagiate ihrer Modelle herzustellen. Am Mailänder Gericht konnte Daimler im Dezember 2008 durch eine solche Klage gegen Shuanghuan für die Ausstellung des Modells „Noble“ auf der Bologna Motor Show eine gerichtliche Untersagung erreichen. Martin Motors verstieß dagegen und stellte das Modell dennoch aus. In einem zweiten Gerichtsverfahren gegen Shuanghuan im Mai 2009 in Griechenland wurde vom Richter der Tatbestand der Nachahmung inhaltlich zurückgewiesen. Er begründete dies mit der zu großen Unterschiedlichkeit zu den Smart-Modellen. Hier seien ganz andere Zielgruppen angesprochen. Das Erwirken eines Verbots der Einführung des vermeintlichen Smart-Klons in die Euro-Zone wurde mit diesem Gerichtsurteil verhindert. In Deutschland konnte Daimler die Präsentation des Nobles auf Automobilausstellungen untersagen, verlangte jedoch nicht länger ein striktes Verkaufsverbot. Angeboten werden der Martin Motors Bubble (vormals der Martin Motors Noble) seither lediglich in Belgien, in Frankreich, in Italien (inoffiziell), in den Niederlanden, in Rumänien, in Spanien und in Portugal.
Der Modellname „Noble“ wurde mittlerweile abgesetzt, weil der britische Sportwagenhersteller Noble Automotive die Verwendung seines Namens dem Unternehmen Martin Motors zur Anklage zu machen trachtete.
Angetrieben wird der Bubble von einem 50 kW starken Ottomotor, der direkt von Shuanghuan mitgeliefert wird und einem Hubraum von etwa 1,1 l aufweist. Den Bubble gibt es auch in 43, 45 und 56 PS starken Ausführungen.